# Myrmica
Myrmica Latreille, 1804 è un genere di formiche della sottofamiglia Myrmicinae.

## Distribuzione
È un genere a distribuzione cosmopolita.

## Tassonomia
Il genere è composto da 212 specie, di cui 16 fossili:
- Myrmica ademonia Bolton, 1995
- Myrmica adrijae Bharti, 2012
- Myrmica aemula Heer, 1849 †
- Myrmica afghanica Radchenko & Elmes, 2003
- Myrmica aimonissabaudiae Menozzi, 1939
- Myrmica alaskensis Wheeler, 1917
- Myrmica aloba Forel, 1909
- Myrmica alperti Elmes & Radchenko, 2009
- Myrmica americana Weber, 1939b
- Myrmica anatolica Elmes, Radchenko & Aktaç, 2002
- Myrmica angulata Radchenko, Zhou & Elmes, 2001
- Myrmica angulinodis Ruzsky, 1905
- Myrmica angusticollis Heer, 1849 †
- Myrmica arisana Wheeler, 1930
- Myrmica arnoldii Dlussky, 1963
- Myrmica assimilis Spinola, 1851
- Myrmica bactriana Ruzsky, 1915
- Myrmica bakurianica Arnoldi, 1970
- Myrmica bergi Ruzsky, 1902
- Myrmica bibikoffi Kutter, 1963
- Myrmica boltoni Radchenko & Elmes, 1998
- Myrmica brancuccii Radchenko, Elmes & Collingwood, 1999
- Myrmica bremii Heer, 1849 †
- Myrmica breviceps Smith, 1878
  - Myrmica brevinodis subalpina Wheeler, 1917
- Myrmica brevispinosa Wheeler, 1917
- Myrmica cachmiriensis Forel, 1904
- Myrmica caeca Jerdon, 1851
- Myrmica cagnianti Espadaler, 1996
- Myrmica caucasicola Arnoldi, 1934
- Myrmica colax Cole, 1957
- Myrmica collingwoodi Radchenko & Elmes, 1998
- Myrmica commarginata Ruzsky, 1905
- Myrmica concinna Heer, 1867 †
- Myrmica constricta Karavaiev, 1934
- Myrmica corrugata Say, 1836
- Myrmica crassirugis Francoeur, 2007
- Myrmica curiosa Radchenko, Zhou & Elmes, 2008
- Myrmica cursor Smith, 1878
- Myrmica curvithorax Bondroit, 1920
- Myrmica deplanata Emery, 1921c
- Myrmica detritinodis Emery, 1921
- Myrmica dimidiata Say, 1836
- Myrmica discontinua Weber, 1939
- Myrmica displicentia Bolton, 1995
- Myrmica divergens Karavaiev, 1931
- Myrmica diversa Buckley, 1866
- Myrmica draco Radchenko, Zhou & Elmes, 2001
- Myrmica dshungarica Ruzsky, 1905
- Myrmica eidmanni Menozzi, 1930
- Myrmica elmesi Bharti & Sharma, 2011
- Myrmica emeryi Radchenko & Elmes, 2009
- Myrmica eocenica Radchenko, Dlussky & Elmes, 2007 †
- Myrmica ereptrix Bolton, 1988
- Myrmica excelsa Kupyanskaya, 1990
- Myrmica ferganensis Finzi, 1926
- Myrmica forcipata Karavaiev, 1931
- Myrmica foreliana Radchenko & Elmes, 2001
- Myrmica formosae Wheeler, 1929
- Myrmica fortior Forel, 1904
- Myrmica fracticornis Forel, 1901
- Myrmica gallienii Bondroit, 1920
- Myrmica gigantea Collingwood, 1962
- Myrmica glacialis Emery, 1921
- Myrmica granulinodis Nylander, 1846
- Myrmica hamulata Weber, 1939
  - Myrmica hamulata trullicornis Buren, 1944
- Myrmica hecate Weber, 1947b
- Myrmica hellenica Finzi, 1926
- Myrmica heterorhytida Radchenko & Elmes, 2009
- Myrmica hirsuta Elmes, 1978
- Myrmica hlavaci Radchenko & Elmes, 2009
- Myrmica hyungokae Elmes, Radchenko & Kim, 2001
- Myrmica incompleta Provancher, 1881
- Myrmica indica Weber, 1950
- Myrmica inezae Forel, 1902
- Myrmica inflecta Say, 1836
- Myrmica intermedia Wheeler, 1915 †
- Myrmica inucta Radchenko, Elmes & Alicata, 2006
- Myrmica jennyae Elmes, Radchenko & Aktaç, 2002
- Myrmica jessensis Forel, 1901
- Myrmica jucunda Smith, 1861
- Myrmica juglandeti Arnoldi, 1976
- Myrmica jurinei Heer, 1849 †
- Myrmica kabylica Cagniant, 1970
- Myrmica kamtschatica Kupyanskaya, 1986
- Myrmica karavajevi Arnoldi, 1933
- Myrmica kasczenkoi Ruzsky, 1905
- Myrmica kirghisorum Arnoldi, 1976
- Myrmica koreana Elmes, Radchenko & Kim, 2001
- Myrmica kotokui Forel, 1911
- Myrmica kozlovi Ruzsky, 1915
  - Myrmica kozlovi ruzskyi Weber, 1947
- Myrmica kryzhanovskii Arnoldi, 1976
- Myrmica kurokii Forel, 1907
- Myrmica laevinodisminuta Ruzsky, 1905
- Myrmica lampra Francoeur, 1968
- Myrmica latifrons Stärcke, 1927
- Myrmica laurae Emery, 1907
- Myrmica lemasnei Bernard, 1967
- Myrmica lineolata Buckley, 1866
- Myrmica lobicornis Nylander, 1846
  - Myrmica lobicornis foreliella Arnoldi, 1976
  - Myrmica lobicornis kieviensis Karavaiev, 1934
- Myrmica lobifrons Pergande, 1900
- Myrmica lobulicornis Nylander, 1857
- Myrmica lonae Finzi, 1926
- Myrmica longisculpta Bharti & Sharma, 2011
- Myrmica longispinosa Mayr, 1868 †
- Myrmica luctuosa Smith, 1878
- Myrmica luteola Kupyanskaya, 1990
- Myrmica macrocephala Heer, 1849 †
- Myrmica margaritae Emery, 1889
- Myrmica martensi Radchenko & Elmes, 1998
- Myrmica mexicana Wheeler, 1914
- Myrmica mirabilis Elmes & Radchenko, 1998
- Myrmica mixta Radchenko & Elmes, 2008
- Myrmica molassica Heer, 1849 †
- Myrmica montana Buckley, 1866
- Myrmica monticola Creighton, 1950
- Myrmica multiplex Radchenko & Elmes, 2009
- Myrmica myrmicoxena Forel, 1895
- Myrmica nearctica Weber, 1939
- Myrmica nebulosa Novak, O., 1878 †
- Myrmica nefaria Bharti, 2012
- Myrmica nitida Radchenko & Elmes, 1999
- Myrmica obscura Finzi, 1926
- Myrmica obscurata Motschoulsky, 1863
- Myrmica obsoleta Heer, 1849 †
- Myrmica onoyamai Radchenko, Elmes & Alicata, 2006
- Myrmica ordinaria Radchenko & Elmes, 1999
- Myrmica orthostyla Arnoldi, 1976
- Myrmica pachei Forel, 1906
- Myrmica paradoxa Radchenko, Dlussky & Elmes, 2007 †
- Myrmica pararitae Radchenko & Elmes, 2008
- Myrmica pelops Seifert, 2003
- Myrmica persiana Weber, 1947
- Myrmica petita Radchenko & Elmes, 1999
- Myrmica phalacra Radchenko & Elmes, 2009
- Myrmica pilinodis Motschoulsky, 1863
- Myrmica pinetorum Wheeler, 1905
- Myrmica pisarskii Radchenko, 1994
- Myrmica pleiorhytida Radchenko & Elmes, 2009
- Myrmica poldii Radchenko & Rigato, 2008
- Myrmica polyglypta Radchenko & Rigato, 2008
- Myrmica pseudorugosa Bharti, 2012
- Myrmica punctinops Francoeur, 2007
- Myrmica punctiventris Roger, 1863
- Myrmica quebecensis Francoeur, 1981
- Myrmica radchenkoi Bharti & Sharma, 2011
- Myrmica ravasinii Finzi, 1923
- Myrmica rhynchophora Foerster, 1850
- Myrmica rhytida Radchenko & Elmes, 1999
- Myrmica rigatoi Radchenko & Elmes, 1998
- Myrmica ritae Emery, 1889
- Myrmica rubra Linnaeus, 1758
- Myrmica rubra neolaevinodis Forel, 1901
- Myrmica rudis Mayr, 1868 †
- Myrmica ruginodis Nylander, 1846
  - Myrmica ruginodis khamensis] Ruzsky, 1915
- Myrmica rugiventris Smith, 1943
- Myrmica rugosa Mayr, 1865
- Myrmica rugulosa Nylander, 1849
- Myrmica rupestris Forel, 1902
- Myrmica ruzskyana Radchenko & Elmes, 2010
- Myrmica sabuleti Meinert, 1861
- Myrmica salina Ruzsky, 1905
- Myrmica saposhnikovi Ruzsky, 1904
- Myrmica scabrata Buckley, 1866
- Myrmica scabrinodis Nylander, 1846
  - Myrmica scabrinodis bessarabicus Nasonov, 1889
  - Myrmica scabrinodis intermedia] Kuznetsov-Ugamsky, 1927
  - Myrmica scabrinodis ussuriensis Kuznetsov-Ugamsky, 1928
- Myrmica schencki Viereck, 1903
  - Myrmica schencki subopaca Arnoldi, 1934
- Myrmica schoedli Radchenko, Elmes & Viet, 2006
- Myrmica schulzi Radchenko & Elmes, 2009
- Myrmica sculptiventris Radchenko & Elmes, 2009
- Myrmica semiparasitica Francoeur, 2007
- Myrmica serica Wheeler, 1928
- Myrmica siciliana Radchenko, Elmes & Alicata, 2006
- Myrmica sinensis Radchenko, Zhou & Elmes, 2001
- Myrmica sinoschencki Radchenko & Elmes, 2008
- Myrmica slovaca Sadil, 1952
- Myrmica smythiesii Forel, 1902
- Myrmica spatulata Smith, 1930
- Myrmica specioides Bondroit, 1918
- Myrmica spinosior Santschi, 1931
- Myrmica stangeana Ruzsky, 1902
- Myrmica striolagaster Cole, 1953
- Myrmica sublanuginosa Buckley, 1866
- Myrmica sulcinodis Nylander, 1846
  - Myrmica sulcinodis sulcinodoscabrinodis Forel, 1915
- Myrmica sulcinodoscabrinodis Ruzsky, 1895
- Myrmica taediosa Bolton, 1995
- Myrmica tahoensis Weber, 1948
- Myrmica taibaiensis Wei, Zhou, He & Liu, 2001
- Myrmica tamarae Elmes, Radchenko & Aktaç, 2002
- Myrmica tenuispina Ruzsky, 1905
- Myrmica tertiaria Heer, 1849 †
- Myrmica tibetana Mayr, 1889
- Myrmica titanica Radchenko & Elmes, 2001
- Myrmica transsibirica Radchenko, 1994
- Myrmica tschekanovskii Radchenko, 1994
- Myrmica tulinae Elmes, Radchenko & Aktaç, 2002
- Myrmica urbanii Radchenko & Elmes, 1998
- Myrmica vandeli Bondroit, 1920
- Myrmica varisculpta Radchenko & Elmes, 2009
- Myrmica venusta Heer, 1867 †
- Myrmica villosa Radchenko & Elmes, 1999
- Myrmica vittata Radchenko & Elmes, 1999
- Myrmica wardi Radchenko & Elmes, 1999
- Myrmica weberi Elmes & Radchenko, 2009
- Myrmica weii Radchenko & Zhou, 2008
- Myrmica wesmaeli Bondroit, 1918
- Myrmica wheeleri Weber, 1939
- Myrmica wheelerorum Francoeur, 2007
- Myrmica whymperi Forel, 1913
- Myrmica williamsi Radchenko & Elmes, 1999
- Myrmica wittmeri Radchenko & Elmes, 1999
- Myrmica xavieri Radchenko, Elmes & Savolainen, 2008
- Myrmica yamanei Radchenko & Elmes, 2001
- Myrmica yunnanensis Radchenko & Elmes, 2009
- Myrmica zhengi Ma & Xu, 2011
- Myrmica zojae Radchenko, 1994